# Tour de Hongrie 2018
Le Tour de Hongrie 2018 est la 39e édition de cette course cycliste par étapes masculine. Il a lieu en Hongrie du 14 au 19 août 2018. Il se déroule entre Siófok et Budapest sur un parcours de 864,9 km et fait partie du calendrier UCI Europe Tour 2018 en catégorie 2.1.

## Présentation

### Parcours
Le Tour de Hongrie est tracé sur un prologue et cinq étapes pour une distance totale de 864,9 kilomètres.

### Équipes
Dix-neuf équipes participent à ce Tour de Hongrie - 3 équipes continentales professionnelles, 13 équipes continentales et 3 sélections nationales :
| Équipes continentales professionnelles (3)- Androni Giocattoli-Sidermec - CCC Sprandi Polkowice - Team Novo Nordisk Équipes continentales (13)- Differdange-Losch - Dukla Banská Bystrica - Kőbánya Cycling Team - Ljubljana Gusto Xaurum - My Bike-Stevens - Pannon - Pardus-Tufo Prostejov - Polartec-Kometa - Sangemini-MG.Kvis - Team Novak - Bike Aid - Dimension Data-Qhubeka - Vorarlberg-Santic Équipes nationales (3)- Hongrie - Serbie - Roumanie |
| |

## Étapes
| Étape     | Date    | Villes étapes             |                             | Distance (km) | Vainqueur d’étape  | Leader du classement général |
| --------- | ------- | ------------------------- | --------------------------- | ------------- | ------------------ | ---------------------------- |
| Prologue  | 14 août | Siófok – Siófok           | Contre-la-montre individuel | 3,5           | Patrick Schelling  | Patrick Schelling            |
| 1re étape | 15 août | Balatonalmádi – Keszthely |                             | 153,8         | Manuel Belletti    | Manuel Belletti              |
| 2e étape  | 16 août | Velence – Székesfehérvár  |                             | 190,5         | Matteo Moschetti   | Manuel Belletti              |
| 3e étape  | 17 août | Cegléd – Hajdúszoboszló   |                             | 206,6         | Andriy Bratashchuk | Manuel Belletti              |
| 4e étape  | 18 août | Karcag – Miskolc          |                             | 182,3         | Nikodemus Holler   | Manuel Belletti              |
| 5e étape  | 19 août | Budapest – Budapest       |                             | 128,2         | Nikodemus Holler   | Manuel Belletti              |

## Déroulement de la course

### Prologue
| \| Classement de l'étape \| Classement de l'étape \| Classement de l'étape \| Classement de l'étape \| Classement de l'étape \| \| Coureur \| Coureur \| Pays \| Équipe \| Temps \| \| --------------------- \| --------------------- \| --------------------- \| --------------------------- \| --------------------- \| \| 1er \| Patrick Schelling \| Suisse \| Team Vorarlberg-Santic \| 4 min 32 s \| \| 2e \| Charles Planet \| France \| Team Novo Nordisk \| + 1 s \| \| 3e \| Manuel Belletti \| Italie \| Androni Giocattoli-Sidermec \| + 1 s \| \| 4e \| Maximilian Kuen \| Autriche \| My Bike-Stevens \| + 2 s \| \| 5e \| Paolo Totò \| Italie \| Sangemini-MG.Kvis-Vega \| + 4 s \| \| 6e \| Gian Friesecke \| Suisse \| Team Vorarlberg-Santic \| + 5 s \| \| 7e \| Paweł Bernas \| Pologne \| CCC Sprandi Polkowice \| + 6 s \| \| 8e \| Lucas Carstensen \| Allemagne \| Bike Aid \| + 6 s \| \| 9e \| Nicolae Tanovitchii \| Moldavie \| Team Novak \| + 7 s \| \| 10e \| Michele Scartezzini \| Italie \| Sangemini-MG.Kvis-Vega \| + 9 s \| |                     |           |                             |            |
| |                     |           |                             |            |
| Source : ProCyclingStats |                     |           |                             |            |
| Classement de l'étape |                     |           |                             |            |
| Coureur | Coureur             | Pays      | Équipe                      | Temps      |
| 1er | Patrick Schelling   | Suisse    | Team Vorarlberg-Santic      | 4 min 32 s |
| 2e | Charles Planet      | France    | Team Novo Nordisk           | + 1 s      |
| 3e | Manuel Belletti     | Italie    | Androni Giocattoli-Sidermec | + 1 s      |
| 4e | Maximilian Kuen     | Autriche  | My Bike-Stevens             | + 2 s      |
| 5e | Paolo Totò          | Italie    | Sangemini-MG.Kvis-Vega      | + 4 s      |
| 6e | Gian Friesecke      | Suisse    | Team Vorarlberg-Santic      | + 5 s      |
| 7e | Paweł Bernas        | Pologne   | CCC Sprandi Polkowice       | + 6 s      |
| 8e | Lucas Carstensen    | Allemagne | Bike Aid                    | + 6 s      |
| 9e | Nicolae Tanovitchii | Moldavie  | Team Novak                  | + 7 s      |
| 10e | Michele Scartezzini | Italie    | Sangemini-MG.Kvis-Vega      | + 9 s      |

| \| Classement général \| Classement général \| Classement général \| Classement général \| Classement général \| \| Coureur \| Coureur \| Pays \| Équipe \| Temps \| \| ------------------ \| ------------------- \| ------------------ \| --------------------------- \| ------------------ \| \| 1er \| Patrick Schelling \| Suisse \| Team Vorarlberg-Santic \| 4 min 32 s \| \| 2e \| Charles Planet \| France \| Team Novo Nordisk \| + 1 s \| \| 3e \| Manuel Belletti \| Italie \| Androni Giocattoli-Sidermec \| + 1 s \| \| 4e \| Maximilian Kuen \| Autriche \| My Bike-Stevens \| + 2 s \| \| 5e \| Paolo Totò \| Italie \| Sangemini-MG.Kvis-Vega \| + 4 s \| \| 6e \| Gian Friesecke \| Suisse \| Team Vorarlberg-Santic \| + 5 s \| \| 7e \| Paweł Bernas \| Pologne \| CCC Sprandi Polkowice \| + 6 s \| \| 8e \| Lucas Carstensen \| Allemagne \| Bike Aid \| + 6 s \| \| 9e \| Nicolae Tanovitchii \| Moldavie \| Team Novak \| + 7 s \| \| 10e \| Michele Scartezzini \| Italie \| Sangemini-MG.Kvis-Vega \| + 9 s \| |                     |           |                             |            |
| |                     |           |                             |            |
| Source : ProCyclingStats |                     |           |                             |            |
| Classement général |                     |           |                             |            |
| Coureur | Coureur             | Pays      | Équipe                      | Temps      |
| 1er | Patrick Schelling   | Suisse    | Team Vorarlberg-Santic      | 4 min 32 s |
| 2e | Charles Planet      | France    | Team Novo Nordisk           | + 1 s      |
| 3e | Manuel Belletti     | Italie    | Androni Giocattoli-Sidermec | + 1 s      |
| 4e | Maximilian Kuen     | Autriche  | My Bike-Stevens             | + 2 s      |
| 5e | Paolo Totò          | Italie    | Sangemini-MG.Kvis-Vega      | + 4 s      |
| 6e | Gian Friesecke      | Suisse    | Team Vorarlberg-Santic      | + 5 s      |
| 7e | Paweł Bernas        | Pologne   | CCC Sprandi Polkowice       | + 6 s      |
| 8e | Lucas Carstensen    | Allemagne | Bike Aid                    | + 6 s      |
| 9e | Nicolae Tanovitchii | Moldavie  | Team Novak                  | + 7 s      |
| 10e | Michele Scartezzini | Italie    | Sangemini-MG.Kvis-Vega      | + 9 s      |

### 1reétape
| \| Classement de l'étape \| Classement de l'étape \| Classement de l'étape \| Classement de l'étape \| Classement de l'étape \| \| Coureur \| Coureur \| Pays \| Équipe \| Temps \| \| --------------------- \| --------------------- \| --------------------- \| --------------------------- \| --------------------- \| \| 1er \| Manuel Belletti \| Italie \| Androni Giocattoli-Sidermec \| 3 h 36 min 18 s \| \| 2e \| Matteo Moschetti \| Italie \| Polartec-Kometa \| + 0 s \| \| 3e \| Kamil Małecki \| Pologne \| CCC Sprandi Polkowice \| + 0 s \| \| 4e \| Paolo Totò \| Italie \| Sangemini-MG.Kvis-Vega \| + 0 s \| \| 5e \| Jannik Steimle \| Allemagne \| Team Vorarlberg-Santic \| + 0 s \| \| 6e \| Paweł Bernas \| Pologne \| CCC Sprandi Polkowice \| + 0 s \| \| 7e \| Nikodemus Holler \| Allemagne \| Bike Aid \| + 0 s \| \| 8e \| Adrian Kurek \| Pologne \| CCC Sprandi Polkowice \| + 0 s \| \| 9e \| Charles Planet \| France \| Team Novo Nordisk \| + 0 s \| \| 10e \| Žiga Ručigaj \| Slovénie \| Radenska Ljubljana \| + 0 s \| |                  |           |                             |                 |
| |                  |           |                             |                 |
| Source : ProCyclingStats |                  |           |                             |                 |
| Classement de l'étape |                  |           |                             |                 |
| Coureur | Coureur          | Pays      | Équipe                      | Temps           |
| 1er | Manuel Belletti  | Italie    | Androni Giocattoli-Sidermec | 3 h 36 min 18 s |
| 2e | Matteo Moschetti | Italie    | Polartec-Kometa             | + 0 s           |
| 3e | Kamil Małecki    | Pologne   | CCC Sprandi Polkowice       | + 0 s           |
| 4e | Paolo Totò       | Italie    | Sangemini-MG.Kvis-Vega      | + 0 s           |
| 5e | Jannik Steimle   | Allemagne | Team Vorarlberg-Santic      | + 0 s           |
| 6e | Paweł Bernas     | Pologne   | CCC Sprandi Polkowice       | + 0 s           |
| 7e | Nikodemus Holler | Allemagne | Bike Aid                    | + 0 s           |
| 8e | Adrian Kurek     | Pologne   | CCC Sprandi Polkowice       | + 0 s           |
| 9e | Charles Planet   | France    | Team Novo Nordisk           | + 0 s           |
| 10e | Žiga Ručigaj     | Slovénie  | Radenska Ljubljana          | + 0 s           |

| \| Classement général \| Classement général \| Classement général \| Classement général \| Classement général \| \| Coureur \| Coureur \| Pays \| Équipe \| Temps \| \| ------------------ \| ------------------ \| ------------------ \| --------------------------- \| ------------------ \| \| 1er \| Manuel Belletti \| Italie \| Androni Giocattoli-Sidermec \| 3 h 40 min 41 s \| \| 2e \| Patrick Schelling \| Suisse \| Team Vorarlberg-Santic \| + 9 s \| \| 3e \| Charles Planet \| France \| Team Novo Nordisk \| + 10 s \| \| 4e \| Maximilian Kuen \| Autriche \| My Bike-Stevens \| + 11 s \| \| 5e \| Gian Friesecke \| Suisse \| Team Vorarlberg-Santic \| + 12 s \| \| 6e \| Matteo Moschetti \| Italie \| Polartec-Kometa \| + 12 s \| \| 7e \| Paolo Totò \| Italie \| Sangemini-MG.Kvis-Vega \| + 13 s \| \| 8e \| Paweł Bernas \| Pologne \| CCC Sprandi Polkowice \| + 15 s \| \| 9e \| Kamil Małecki \| Pologne \| CCC Sprandi Polkowice \| + 20 s \| \| 10e \| Leszek Pluciński \| Pologne \| CCC Sprandi Polkowice \| + 25 s \| |                   |          |                             |                 |
| |                   |          |                             |                 |
| Source : ProCyclingStats |                   |          |                             |                 |
| Classement général |                   |          |                             |                 |
| Coureur | Coureur           | Pays     | Équipe                      | Temps           |
| 1er | Manuel Belletti   | Italie   | Androni Giocattoli-Sidermec | 3 h 40 min 41 s |
| 2e | Patrick Schelling | Suisse   | Team Vorarlberg-Santic      | + 9 s           |
| 3e | Charles Planet    | France   | Team Novo Nordisk           | + 10 s          |
| 4e | Maximilian Kuen   | Autriche | My Bike-Stevens             | + 11 s          |
| 5e | Gian Friesecke    | Suisse   | Team Vorarlberg-Santic      | + 12 s          |
| 6e | Matteo Moschetti  | Italie   | Polartec-Kometa             | + 12 s          |
| 7e | Paolo Totò        | Italie   | Sangemini-MG.Kvis-Vega      | + 13 s          |
| 8e | Paweł Bernas      | Pologne  | CCC Sprandi Polkowice       | + 15 s          |
| 9e | Kamil Małecki     | Pologne  | CCC Sprandi Polkowice       | + 20 s          |
| 10e | Leszek Pluciński  | Pologne  | CCC Sprandi Polkowice       | + 25 s          |

### 2eétape
| \| Classement de l'étape \| Classement de l'étape \| Classement de l'étape \| Classement de l'étape \| Classement de l'étape \| \| Coureur \| Coureur \| Pays \| Équipe \| Temps \| \| --------------------- \| --------------------- \| --------------------- \| --------------------------- \| --------------------- \| \| 1er \| Matteo Moschetti \| Italie \| Polartec-Kometa \| 4 h 14 min 07 s \| \| 2e \| Attilio Viviani \| Italie \| Sangemini-MG.Kvis-Vega \| + 0 s \| \| 3e \| Manuel Belletti \| Italie \| Androni Giocattoli-Sidermec \| + 0 s \| \| 4e \| František Sisr \| Tchéquie \| CCC Sprandi Polkowice \| + 0 s \| \| 5e \| Ahmed Galdoune \| Maroc \| Kőbánya Cycling Team \| + 0 s \| \| 6e \| Paolo Totò \| Italie \| Sangemini-MG.Kvis-Vega \| + 0 s \| \| 7e \| Andrea Peron \| Italie \| Team Novo Nordisk \| + 0 s \| \| 8e \| Luca Mozzato \| Italie \| Dimension Data for Qhubeka \| + 0 s \| \| 9e \| Patryk Stosz \| Pologne \| CCC Sprandi Polkowice \| + 0 s \| \| 10e \| Ben Hill \| Australie \| Ljubljana Gusto Xaurum \| + 0 s \| |                  |           |                             |                 |
| |                  |           |                             |                 |
| Source : ProCyclingStats |                  |           |                             |                 |
| Classement de l'étape |                  |           |                             |                 |
| Coureur | Coureur          | Pays      | Équipe                      | Temps           |
| 1er | Matteo Moschetti | Italie    | Polartec-Kometa             | 4 h 14 min 07 s |
| 2e | Attilio Viviani  | Italie    | Sangemini-MG.Kvis-Vega      | + 0 s           |
| 3e | Manuel Belletti  | Italie    | Androni Giocattoli-Sidermec | + 0 s           |
| 4e | František Sisr   | Tchéquie  | CCC Sprandi Polkowice       | + 0 s           |
| 5e | Ahmed Galdoune   | Maroc     | Kőbánya Cycling Team        | + 0 s           |
| 6e | Paolo Totò       | Italie    | Sangemini-MG.Kvis-Vega      | + 0 s           |
| 7e | Andrea Peron     | Italie    | Team Novo Nordisk           | + 0 s           |
| 8e | Luca Mozzato     | Italie    | Dimension Data for Qhubeka  | + 0 s           |
| 9e | Patryk Stosz     | Pologne   | CCC Sprandi Polkowice       | + 0 s           |
| 10e | Ben Hill         | Australie | Ljubljana Gusto Xaurum      | + 0 s           |

| \| Classement général \| Classement général \| Classement général \| Classement général \| Classement général \| \| Coureur \| Coureur \| Pays \| Équipe \| Temps \| \| ------------------ \| ------------------ \| ------------------ \| --------------------------- \| ------------------ \| \| 1er \| Manuel Belletti \| Italie \| Androni Giocattoli-Sidermec \| 7 h 54 min 44 s \| \| 2e \| Matteo Moschetti \| Italie \| Polartec-Kometa \| + 6 s \| \| 3e \| Charles Planet \| France \| Team Novo Nordisk \| + 13 s \| \| 4e \| Maximilian Kuen \| Autriche \| My Bike-Stevens \| + 15 s \| \| 5e \| Gian Friesecke \| Suisse \| Team Vorarlberg-Santic \| + 16 s \| \| 6e \| Patrick Schelling \| Suisse \| Team Vorarlberg-Santic \| + 17 s \| \| 7e \| Paolo Totò \| Italie \| Sangemini-MG.Kvis-Vega \| + 17 s \| \| 8e \| Paweł Bernas \| Pologne \| CCC Sprandi Polkowice \| + 19 s \| \| 9e \| Kamil Małecki \| Pologne \| CCC Sprandi Polkowice \| + 22 s \| \| 10e \| Leszek Pluciński \| Pologne \| CCC Sprandi Polkowice \| + 33 s \| |                   |          |                             |                 |
| |                   |          |                             |                 |
| Source : ProCyclingStats |                   |          |                             |                 |
| Classement général |                   |          |                             |                 |
| Coureur | Coureur           | Pays     | Équipe                      | Temps           |
| 1er | Manuel Belletti   | Italie   | Androni Giocattoli-Sidermec | 7 h 54 min 44 s |
| 2e | Matteo Moschetti  | Italie   | Polartec-Kometa             | + 6 s           |
| 3e | Charles Planet    | France   | Team Novo Nordisk           | + 13 s          |
| 4e | Maximilian Kuen   | Autriche | My Bike-Stevens             | + 15 s          |
| 5e | Gian Friesecke    | Suisse   | Team Vorarlberg-Santic      | + 16 s          |
| 6e | Patrick Schelling | Suisse   | Team Vorarlberg-Santic      | + 17 s          |
| 7e | Paolo Totò        | Italie   | Sangemini-MG.Kvis-Vega      | + 17 s          |
| 8e | Paweł Bernas      | Pologne  | CCC Sprandi Polkowice       | + 19 s          |
| 9e | Kamil Małecki     | Pologne  | CCC Sprandi Polkowice       | + 22 s          |
| 10e | Leszek Pluciński  | Pologne  | CCC Sprandi Polkowice       | + 33 s          |

### 3eétape
| \| Classement de l'étape \| Classement de l'étape \| Classement de l'étape \| Classement de l'étape \| Classement de l'étape \| \| Coureur \| Coureur \| Pays \| Équipe \| Temps \| \| --------------------- \| --------------------- \| --------------------- \| --------------------------- \| --------------------- \| \| 1er \| Andriy Bratashchuk \| Ukraine \| Team Novak \| 4 h 31 min 04 s \| \| 2e \| Manuel Belletti \| Italie \| Androni Giocattoli-Sidermec \| + 2 s \| \| 3e \| Ahmed Galdoune \| Maroc \| Kőbánya Cycling Team \| + 2 s \| \| 4e \| Joeri Stallaert \| Belgique \| Team Vorarlberg-Santic \| + 2 s \| \| 5e \| Luca Mozzato \| Italie \| Dimension Data for Qhubeka \| + 2 s \| \| 6e \| Ben Hill \| Australie \| Ljubljana Gusto Xaurum \| + 2 s \| \| 7e \| Paolo Totò \| Italie \| Sangemini-MG.Kvis-Vega \| + 2 s \| \| 8e \| Ádám Kristóf Karl \| Hongrie \| Hongrie \| + 2 s \| \| 9e \| Matteo Moschetti \| Italie \| Polartec-Kometa \| + 2 s \| \| 10e \| František Sisr \| Tchéquie \| CCC Sprandi Polkowice \| + 2 s \| |                    |           |                             |                 |
| |                    |           |                             |                 |
| Source : ProCyclingStats |                    |           |                             |                 |
| Classement de l'étape |                    |           |                             |                 |
| Coureur | Coureur            | Pays      | Équipe                      | Temps           |
| 1er | Andriy Bratashchuk | Ukraine   | Team Novak                  | 4 h 31 min 04 s |
| 2e | Manuel Belletti    | Italie    | Androni Giocattoli-Sidermec | + 2 s           |
| 3e | Ahmed Galdoune     | Maroc     | Kőbánya Cycling Team        | + 2 s           |
| 4e | Joeri Stallaert    | Belgique  | Team Vorarlberg-Santic      | + 2 s           |
| 5e | Luca Mozzato       | Italie    | Dimension Data for Qhubeka  | + 2 s           |
| 6e | Ben Hill           | Australie | Ljubljana Gusto Xaurum      | + 2 s           |
| 7e | Paolo Totò         | Italie    | Sangemini-MG.Kvis-Vega      | + 2 s           |
| 8e | Ádám Kristóf Karl  | Hongrie   | Hongrie                     | + 2 s           |
| 9e | Matteo Moschetti   | Italie    | Polartec-Kometa             | + 2 s           |
| 10e | František Sisr     | Tchéquie  | CCC Sprandi Polkowice       | + 2 s           |

| \| Classement général \| Classement général \| Classement général \| Classement général \| Classement général \| \| Coureur \| Coureur \| Pays \| Équipe \| Temps \| \| ------------------ \| ------------------ \| ------------------ \| --------------------------- \| ------------------ \| \| 1er \| Manuel Belletti \| Italie \| Androni Giocattoli-Sidermec \| 12 h 25 min 44 s \| \| 2e \| Matteo Moschetti \| Italie \| Polartec-Kometa \| + 12 s \| \| 3e \| Charles Planet \| France \| Team Novo Nordisk \| + 21 s \| \| 4e \| Paolo Totò \| Italie \| Sangemini-MG.Kvis-Vega \| + 21 s \| \| 5e \| Paweł Bernas \| Pologne \| CCC Sprandi Polkowice \| + 23 s \| \| 6e \| Patrick Schelling \| Suisse \| Team Vorarlberg-Santic \| + 23 s \| \| 7e \| Maximilian Kuen \| Autriche \| My Bike-Stevens \| + 24 s \| \| 8e \| Gian Friesecke \| Suisse \| Team Vorarlberg-Santic \| + 25 s \| \| 9e \| Kamil Małecki \| Pologne \| CCC Sprandi Polkowice \| + 31 s \| \| 10e \| Leszek Pluciński \| Pologne \| CCC Sprandi Polkowice \| + 42 s \| |                   |          |                             |                  |
| |                   |          |                             |                  |
| Source : ProCyclingStats |                   |          |                             |                  |
| Classement général |                   |          |                             |                  |
| Coureur | Coureur           | Pays     | Équipe                      | Temps            |
| 1er | Manuel Belletti   | Italie   | Androni Giocattoli-Sidermec | 12 h 25 min 44 s |
| 2e | Matteo Moschetti  | Italie   | Polartec-Kometa             | + 12 s           |
| 3e | Charles Planet    | France   | Team Novo Nordisk           | + 21 s           |
| 4e | Paolo Totò        | Italie   | Sangemini-MG.Kvis-Vega      | + 21 s           |
| 5e | Paweł Bernas      | Pologne  | CCC Sprandi Polkowice       | + 23 s           |
| 6e | Patrick Schelling | Suisse   | Team Vorarlberg-Santic      | + 23 s           |
| 7e | Maximilian Kuen   | Autriche | My Bike-Stevens             | + 24 s           |
| 8e | Gian Friesecke    | Suisse   | Team Vorarlberg-Santic      | + 25 s           |
| 9e | Kamil Małecki     | Pologne  | CCC Sprandi Polkowice       | + 31 s           |
| 10e | Leszek Pluciński  | Pologne  | CCC Sprandi Polkowice       | + 42 s           |

### 4eétape
| \| Classement de l'étape \| Classement de l'étape \| Classement de l'étape \| Classement de l'étape \| Classement de l'étape \| \| Coureur \| Coureur \| Pays \| Équipe \| Temps \| \| --------------------- \| --------------------- \| --------------------- \| --------------------------- \| --------------------- \| \| 1er \| Nikodemus Holler \| Allemagne \| Bike Aid \| 4 h 08 min 44 s \| \| 2e \| Manuel Belletti \| Italie \| Androni Giocattoli-Sidermec \| + 0 s \| \| 3e \| Kamil Małecki \| Pologne \| CCC Sprandi Polkowice \| + 0 s \| \| 4e \| Paolo Totò \| Italie \| Sangemini-MG.Kvis-Vega \| + 0 s \| \| 5e \| Attila Valter \| Hongrie \| Pannon \| + 0 s \| \| 6e \| Oleksandr Prevar \| Ukraine \| Team Novak \| + 0 s \| \| 7e \| Matteo Spreafico \| Italie \| Androni Giocattoli-Sidermec \| + 0 s \| \| 8e \| Nicolae Tanovitchii \| Moldavie \| Team Novak \| + 0 s \| \| 9e \| Patrick Schelling \| Suisse \| Team Vorarlberg-Santic \| + 0 s \| \| 10e \| Nicola Gaffurini \| Italie \| Sangemini-MG.Kvis-Vega \| + 0 s \| |                     |           |                             |                 |
| |                     |           |                             |                 |
| Source : ProCyclingStats |                     |           |                             |                 |
| Classement de l'étape |                     |           |                             |                 |
| Coureur | Coureur             | Pays      | Équipe                      | Temps           |
| 1er | Nikodemus Holler    | Allemagne | Bike Aid                    | 4 h 08 min 44 s |
| 2e | Manuel Belletti     | Italie    | Androni Giocattoli-Sidermec | + 0 s           |
| 3e | Kamil Małecki       | Pologne   | CCC Sprandi Polkowice       | + 0 s           |
| 4e | Paolo Totò          | Italie    | Sangemini-MG.Kvis-Vega      | + 0 s           |
| 5e | Attila Valter       | Hongrie   | Pannon                      | + 0 s           |
| 6e | Oleksandr Prevar    | Ukraine   | Team Novak                  | + 0 s           |
| 7e | Matteo Spreafico    | Italie    | Androni Giocattoli-Sidermec | + 0 s           |
| 8e | Nicolae Tanovitchii | Moldavie  | Team Novak                  | + 0 s           |
| 9e | Patrick Schelling   | Suisse    | Team Vorarlberg-Santic      | + 0 s           |
| 10e | Nicola Gaffurini    | Italie    | Sangemini-MG.Kvis-Vega      | + 0 s           |

| \| Classement général \| Classement général \| Classement général \| Classement général \| Classement général \| \| Coureur \| Coureur \| Pays \| Équipe \| Temps \| \| ------------------ \| ------------------ \| ------------------ \| --------------------------- \| ------------------ \| \| 1er \| Manuel Belletti \| Italie \| Androni Giocattoli-Sidermec \| 16 h 34 min 19 s \| \| 2e \| Paolo Totò \| Italie \| Sangemini-MG.Kvis-Vega \| + 30 s \| \| 3e \| Patrick Schelling \| Suisse \| Team Vorarlberg-Santic \| + 32 s \| \| 4e \| Kamil Małecki \| Pologne \| CCC Sprandi Polkowice \| + 36 s \| \| 5e \| Leszek Pluciński \| Pologne \| CCC Sprandi Polkowice \| + 51 s \| \| 6e \| Oleksandr Prevar \| Ukraine \| Team Novak \| + 52 s \| \| 7e \| Nikodemus Holler \| Allemagne \| Bike Aid \| + 55 s \| \| 8e \| Adrian Kurek \| Pologne \| CCC Sprandi Polkowice \| + 57 s \| \| 9e \| Fausto Masnada \| Italie \| Androni Giocattoli-Sidermec \| + 1 min 04 s \| \| 10e \| Matteo Spreafico \| Italie \| Androni Giocattoli-Sidermec \| + 1 min 13 s \| |                   |           |                             |                  |
| |                   |           |                             |                  |
| Source : ProCyclingStats |                   |           |                             |                  |
| Classement général |                   |           |                             |                  |
| Coureur | Coureur           | Pays      | Équipe                      | Temps            |
| 1er | Manuel Belletti   | Italie    | Androni Giocattoli-Sidermec | 16 h 34 min 19 s |
| 2e | Paolo Totò        | Italie    | Sangemini-MG.Kvis-Vega      | + 30 s           |
| 3e | Patrick Schelling | Suisse    | Team Vorarlberg-Santic      | + 32 s           |
| 4e | Kamil Małecki     | Pologne   | CCC Sprandi Polkowice       | + 36 s           |
| 5e | Leszek Pluciński  | Pologne   | CCC Sprandi Polkowice       | + 51 s           |
| 6e | Oleksandr Prevar  | Ukraine   | Team Novak                  | + 52 s           |
| 7e | Nikodemus Holler  | Allemagne | Bike Aid                    | + 55 s           |
| 8e | Adrian Kurek      | Pologne   | CCC Sprandi Polkowice       | + 57 s           |
| 9e | Fausto Masnada    | Italie    | Androni Giocattoli-Sidermec | + 1 min 04 s     |
| 10e | Matteo Spreafico  | Italie    | Androni Giocattoli-Sidermec | + 1 min 13 s     |

### 5eétape
| \| Classement de l'étape \| Classement de l'étape \| Classement de l'étape \| Classement de l'étape \| Classement de l'étape \| \| Coureur \| Coureur \| Pays \| Équipe \| Temps \| \| --------------------- \| --------------------- \| --------------------- \| -------------------------- \| --------------------- \| \| 1er \| Nikodemus Holler \| Allemagne \| Bike Aid \| 2 h 46 min 48 s \| \| 2e \| Matteo Moschetti \| Italie \| Polartec-Kometa \| + 0 s \| \| 3e \| Kamil Małecki \| Pologne \| CCC Sprandi Polkowice \| + 0 s \| \| 4e \| Luca Mozzato \| Italie \| Dimension Data for Qhubeka \| + 0 s \| \| 5e \| Attilio Viviani \| Italie \| Sangemini-MG.Kvis-Vega \| + 0 s \| \| 6e \| Matteo Draperi \| Italie \| Sangemini-MG.Kvis-Vega \| + 0 s \| \| 7e \| Michele Scartezzini \| Italie \| Sangemini-MG.Kvis-Vega \| + 0 s \| \| 8e \| Daniel Moricz \| Hongrie \| \| + 0 s \| \| 9e \| Ádám Kristóf Karl \| Hongrie \| UC Monaco \| + 0 s \| \| 10e \| Oleksandr Prevar \| Ukraine \| Team Novak \| + 0 s \| |                     |           |                            |                 |
| |                     |           |                            |                 |
| Source : ProCyclingStats |                     |           |                            |                 |
| Classement de l'étape |                     |           |                            |                 |
| Coureur | Coureur             | Pays      | Équipe                     | Temps           |
| 1er | Nikodemus Holler    | Allemagne | Bike Aid                   | 2 h 46 min 48 s |
| 2e | Matteo Moschetti    | Italie    | Polartec-Kometa            | + 0 s           |
| 3e | Kamil Małecki       | Pologne   | CCC Sprandi Polkowice      | + 0 s           |
| 4e | Luca Mozzato        | Italie    | Dimension Data for Qhubeka | + 0 s           |
| 5e | Attilio Viviani     | Italie    | Sangemini-MG.Kvis-Vega     | + 0 s           |
| 6e | Matteo Draperi      | Italie    | Sangemini-MG.Kvis-Vega     | + 0 s           |
| 7e | Michele Scartezzini | Italie    | Sangemini-MG.Kvis-Vega     | + 0 s           |
| 8e | Daniel Moricz       | Hongrie   |                            | + 0 s           |
| 9e | Ádám Kristóf Karl   | Hongrie   | UC Monaco                  | + 0 s           |
| 10e | Oleksandr Prevar    | Ukraine   | Team Novak                 | + 0 s           |

## Classements finals

### Classement général final
| \| Classement général \| Classement général \| Classement général \| Classement général \| Classement général \| \| Coureur \| Coureur \| Pays \| Équipe \| Temps \| \| ------------------ \| ------------------ \| ------------------ \| --------------------------- \| ------------------ \| \| 1er \| Manuel Belletti \| Italie \| Androni Giocattoli-Sidermec \| 19 h 21 min 07 s \| \| 2e \| Kamil Małecki \| Pologne \| CCC Sprandi Polkowice \| + 27 s \| \| 3e \| Paolo Totò \| Italie \| Sangemini-MG.Kvis-Vega \| + 28 s \| \| 4e \| Patrick Schelling \| Suisse \| Team Vorarlberg-Santic \| + 31 s \| \| 5e \| Nikodemus Holler \| Allemagne \| Bike Aid \| + 45 s \| \| 6e \| Leszek Pluciński \| Pologne \| CCC Sprandi Polkowice \| + 51 s \| \| 7e \| Oleksandr Prevar \| Ukraine \| Team Novak \| + 51 s \| \| 8e \| Adrian Kurek \| Pologne \| CCC Sprandi Polkowice \| + 57 s \| \| 9e \| Fausto Masnada \| Italie \| Androni Giocattoli-Sidermec \| + 1 min 04 s \| \| 10e \| Matteo Spreafico \| Italie \| Androni Giocattoli-Sidermec \| + 1 min 13 s \| |                   |           |                             |                  |
| |                   |           |                             |                  |
| Source : ProCyclingStats |                   |           |                             |                  |
| Classement général |                   |           |                             |                  |
| Coureur | Coureur           | Pays      | Équipe                      | Temps            |
| 1er | Manuel Belletti   | Italie    | Androni Giocattoli-Sidermec | 19 h 21 min 07 s |
| 2e | Kamil Małecki     | Pologne   | CCC Sprandi Polkowice       | + 27 s           |
| 3e | Paolo Totò        | Italie    | Sangemini-MG.Kvis-Vega      | + 28 s           |
| 4e | Patrick Schelling | Suisse    | Team Vorarlberg-Santic      | + 31 s           |
| 5e | Nikodemus Holler  | Allemagne | Bike Aid                    | + 45 s           |
| 6e | Leszek Pluciński  | Pologne   | CCC Sprandi Polkowice       | + 51 s           |
| 7e | Oleksandr Prevar  | Ukraine   | Team Novak                  | + 51 s           |
| 8e | Adrian Kurek      | Pologne   | CCC Sprandi Polkowice       | + 57 s           |
| 9e | Fausto Masnada    | Italie    | Androni Giocattoli-Sidermec | + 1 min 04 s     |
| 10e | Matteo Spreafico  | Italie    | Androni Giocattoli-Sidermec | + 1 min 13 s     |

### Classements annexes
| Classement par points | Classement par points | Classement par points | Classement par points       | Classement par points |
| Coureur               | Coureur               | Pays                  | Équipe                      | Points                |
| --------------------- | --------------------- | --------------------- | --------------------------- | --------------------- |
| 1er                   | Manuel Belletti       | Italie                | Androni Giocattoli-Sidermec | 29 pts                |
| 2e                    | Matteo Moschetti      | Italie                | Polartec-Kometa             | 22 pts                |
| 3e                    | Nikodemus Holler      | Allemagne             | Bike Aid                    | 20 pts                |
| 4e                    | Kamil Małecki         | Pologne               | CCC Sprandi Polkowice       | 19 pts                |
| 5e                    | Jannik Steimle        | Allemagne             | Team Vorarlberg-Santic      | 14 pts                |
| 6e                    | Paolo Totò            | Italie                | Sangemini-MG.Kvis-Vega      | 11 pts                |
| 7e                    | Attilio Viviani       | Italie                | Sangemini-MG.Kvis-Vega      | 8 pts                 |
| 8e                    | Maximilian Kuen       | Autriche              | My Bike-Stevens             | 7 pts                 |
| 9e                    | Marco Benfatto        | Italie                | Androni Giocattoli-Sidermec | 6 pts                 |
| 10e                   | Isaac Cantón          | Espagne               | Polartec-Kometa             | 6 pts                 |

| Classement par points | Classement par points | Classement par points | Classement par points       | Classement par points |
| Coureur               | Coureur               | Pays                  | Équipe                      | Points                |
| --------------------- | --------------------- | --------------------- | --------------------------- | --------------------- |
| 1er                   | Manuel Belletti       | Italie                | Androni Giocattoli-Sidermec | 29 pts                |
| 2e                    | Matteo Moschetti      | Italie                | Polartec-Kometa             | 22 pts                |
| 3e                    | Nikodemus Holler      | Allemagne             | Bike Aid                    | 20 pts                |
| 4e                    | Kamil Małecki         | Pologne               | CCC Sprandi Polkowice       | 19 pts                |
| 5e                    | Jannik Steimle        | Allemagne             | Team Vorarlberg-Santic      | 14 pts                |
| 6e                    | Paolo Totò            | Italie                | Sangemini-MG.Kvis-Vega      | 11 pts                |
| 7e                    | Attilio Viviani       | Italie                | Sangemini-MG.Kvis-Vega      | 8 pts                 |
| 8e                    | Maximilian Kuen       | Autriche              | My Bike-Stevens             | 7 pts                 |
| 9e                    | Marco Benfatto        | Italie                | Androni Giocattoli-Sidermec | 6 pts                 |
| 10e                   | Isaac Cantón          | Espagne               | Polartec-Kometa             | 6 pts                 |

| Classement de la montagne | Classement de la montagne | Classement de la montagne | Classement de la montagne | Classement de la montagne |
| Coureur                   | Coureur                   | Pays                      | Équipe                    | Points                    |
| ------------------------- | ------------------------- | ------------------------- | ------------------------- | ------------------------- |
| 1er                       | Patryk Stosz              | Pologne                   | CCC Sprandi Polkowice     | 26 pts                    |
| 2e                        | Attila Valter             | Hongrie                   | Pannon                    | 21 pts                    |
| 3e                        | Isaac Cantón              | Espagne                   | Polartec-Kometa           | 13 pts                    |
| 4e                        | Nicolae Tanovitchii       | Moldavie                  | Team Novak                | 13 pts                    |
| 5e                        | Adne van Engelen          | Pays-Bas                  | Bike Aid                  | 10 pts                    |
| 6e                        | Márton Dina               | Hongrie                   | Pannon                    | 10 pts                    |
| 7e                        | Patrick Schelling         | Suisse                    | Team Vorarlberg-Santic    | 7 pts                     |
| 8e                        | Andras Szatmary           | Hongrie                   | Pannon                    | 6 pts                     |
| 9e                        | Adrian Kurek              | Pologne                   | CCC Sprandi Polkowice     | 5 pts                     |
| 10e                       | Michele Gazzara           | Italie                    | Sangemini-MG.Kvis-Vega    | 5 pts                     |

| Classement de la montagne | Classement de la montagne | Classement de la montagne | Classement de la montagne | Classement de la montagne |
| Coureur                   | Coureur                   | Pays                      | Équipe                    | Points                    |
| ------------------------- | ------------------------- | ------------------------- | ------------------------- | ------------------------- |
| 1er                       | Patryk Stosz              | Pologne                   | CCC Sprandi Polkowice     | 26 pts                    |
| 2e                        | Attila Valter             | Hongrie                   | Pannon                    | 21 pts                    |
| 3e                        | Isaac Cantón              | Espagne                   | Polartec-Kometa           | 13 pts                    |
| 4e                        | Nicolae Tanovitchii       | Moldavie                  | Team Novak                | 13 pts                    |
| 5e                        | Adne van Engelen          | Pays-Bas                  | Bike Aid                  | 10 pts                    |
| 6e                        | Márton Dina               | Hongrie                   | Pannon                    | 10 pts                    |
| 7e                        | Patrick Schelling         | Suisse                    | Team Vorarlberg-Santic    | 7 pts                     |
| 8e                        | Andras Szatmary           | Hongrie                   | Pannon                    | 6 pts                     |
| 9e                        | Adrian Kurek              | Pologne                   | CCC Sprandi Polkowice     | 5 pts                     |
| 10e                       | Michele Gazzara           | Italie                    | Sangemini-MG.Kvis-Vega    | 5 pts                     |

| Classement du meilleur jeune | Classement du meilleur jeune | Classement du meilleur jeune | Classement du meilleur jeune | Classement du meilleur jeune |
| Coureur                      | Coureur                      | Pays                         | Équipe                       | Temps                        |
| ---------------------------- | ---------------------------- | ---------------------------- | ---------------------------- | ---------------------------- |

| Classement du meilleur jeune | Classement du meilleur jeune | Classement du meilleur jeune | Classement du meilleur jeune | Classement du meilleur jeune |
| Coureur                      | Coureur                      | Pays                         | Équipe                       | Temps                        |
| ---------------------------- | ---------------------------- | ---------------------------- | ---------------------------- | ---------------------------- |

| Classement par équipes | Classement par équipes      | Classement par équipes | Classement par équipes |
| Équipe                 | Équipe                      | Pays                   | Temps                  |
| ---------------------- | --------------------------- | ---------------------- | ---------------------- |
| 1re                    | CCC Sprandi Polkowice       | Pologne                | 49 h 45 min 01 s       |
| 2e                     | Sangemini-MG.Kvis           | Italie                 | + 24 s                 |
| 3e                     | Androni Giocattoli-Sidermec | Italie                 | + 43 s                 |
| 4e                     | Vorarlberg-Santic           | Autriche               | + 5 min 08 s           |
| 5e                     | Team Novak                  | Roumanie               | + 11 min 02 s          |
| 6e                     | Pannon                      | Hongrie                | + 13 min 27 s          |
| 7e                     | Bike Aid                    | Allemagne              | + 14 min 31 s          |
| 8e                     | Polartec-Kometa             | Espagne                | + 14 min 40 s          |
| 9e                     | My Bike-Stevens             | Autriche               | + 16 min 27 s          |
| 10e                    | Ljubljana Gusto Xaurum      | Slovénie               | + 20 min 15 s          |

| Classement par équipes | Classement par équipes      | Classement par équipes | Classement par équipes |
| Équipe                 | Équipe                      | Pays                   | Temps                  |
| ---------------------- | --------------------------- | ---------------------- | ---------------------- |
| 1re                    | CCC Sprandi Polkowice       | Pologne                | 49 h 45 min 01 s       |
| 2e                     | Sangemini-MG.Kvis           | Italie                 | + 24 s                 |
| 3e                     | Androni Giocattoli-Sidermec | Italie                 | + 43 s                 |
| 4e                     | Vorarlberg-Santic           | Autriche               | + 5 min 08 s           |
| 5e                     | Team Novak                  | Roumanie               | + 11 min 02 s          |
| 6e                     | Pannon                      | Hongrie                | + 13 min 27 s          |
| 7e                     | Bike Aid                    | Allemagne              | + 14 min 31 s          |
| 8e                     | Polartec-Kometa             | Espagne                | + 14 min 40 s          |
| 9e                     | My Bike-Stevens             | Autriche               | + 16 min 27 s          |
| 10e                    | Ljubljana Gusto Xaurum      | Slovénie               | + 20 min 15 s          |

## Classements UCI
La course attribue le même nombre de points pour l'UCI Europe Tour 2018 et le Classement mondial UCI (pour tous les coureurs).
| Position           | 1er | 2e | 3e | 4e | 5e | 6e | 7e | 8e | 9e | 10e | 11e | 12e | 13e à 15e | 16e à 25e |
| Classement général | 125 | 85 | 70 | 60 | 50 | 40 | 35 | 30 | 25 | 20  | 15  | 10  | 5         | 3         |
| Par étape          | 14  | 5  | 3  |    |    |    |    |    |    |     |     |     |           |           |
| Leader, par étape  | 3   |    |    |    |    |    |    |    |    |     |     |     |           |           |

| Points attribués | Points attribués | Points attribués | Points attribués | Points attribués | Points attribués | Points attribués |
| Pos              | Coureur          | Équipe           | Général          | Étape            | Leader           | Total            |
| ---------------- | ---------------- | ---------------- | ---------------- | ---------------- | ---------------- | ---------------- |
| 1.º              | Pays inconnu     |                  |                  |                  |                  |                  |
| 2.º              | Pays inconnu     |                  |                  |                  |                  |                  |
| 3.º              | Pays inconnu     |                  |                  |                  |                  |                  |
| 4.º              | Pays inconnu     |                  |                  |                  |                  |                  |
| 5.º              | Pays inconnu     |                  |                  |                  |                  |                  |
| 6.º              | Pays inconnu     |                  |                  |                  |                  |                  |
| 7.º              | Pays inconnu     |                  |                  |                  |                  |                  |
| 8.º              | Pays inconnu     |                  |                  |                  |                  |                  |
| 9.º              | Pays inconnu     |                  |                  |                  |                  |                  |
| 10.º             | Pays inconnu     |                  |                  |                  |                  |                  |

## Évolution des classements
| Étape              | Vainqueur         | Classement général | Classement par points | Classement de la montagne | Classement du meilleur hongrois | Classement par équipes |
| ------------------ | ----------------- | ------------------ | --------------------- | ------------------------- | ------------------------------- | ---------------------- |
| P                  | Patrick Schelling | Patrick Schelling  | non-décerné           | non-décerné               | Bence Lóki                      | Vorarlberg-Santic      |
| 1                  | Manuel Belletti   | Manuel Belletti    | Manuel Belletti       | Patryk Stosz              | Márton Dina                     | Vorarlberg-Santic      |
| 2                  | Matteo Moschetti  | Manuel Belletti    | Matteo Moschetti      | Patryk Stosz              | Márton Dina                     | Vorarlberg-Santic      |
| 3                  |                   |                    |                       |                           |                                 |                        |
| 4                  |                   |                    |                       |                           |                                 |                        |
| 5                  |                   |                    |                       |                           |                                 |                        |
| Classements finals |                   |                    |                       |                           |                                 |                        |